# Ovinio Gallicano
Ovinio Gallicano (latino: Ovinius Gallicanus; fl. 293-317) è stato un politico romano di età imperiale.
Gallicano era un senatore romano, probabilmente cristiano.
Fu curator Teanum Sicidinum 293/300, poi console per l'anno 317, probabilmente il primo console cristiano. Dal 4 agosto 316 succedette a Vettio Rufino come praefectus urbi di Roma, restando in carica fino al 15 maggio 317, quando gli succedette Settimio Basso.
Fu probabilmente lui a fare una donazione alla chiesa dei Santi Pietro, Paolo e Giovanni Battista ad Ostia.